# Memorial JK (Jataí)
Memorial JK é um museu na cidade de Jataí, contendo um acervo sobre a história de Juscelino Kubitschek e como começou em Jataí o compromisso do Presidente em mudar a capital federal para o Planalto Central do Brasil.
O museu foi inaugurado em 12 de setembro de 2003, com a presença da neta do ex-presidente Juscelino Kubitschek.